# GRS 1915+105
GRS 1915+105 es un sistema  binario de rayos X, compuesto por una estrella y un agujero negro. Fue descubierto el 15 de agosto de 1992, por la sonda soviética Granat. "GRS" significa "GRanat Source", "1915" es la ascensión recta (19 h,15 min), y "+105" es la declinación: 10,5 grados. Su contraparte NIR fue confirmada por observaciones espectroscópicas. Este sistema se ubica a unos 11.000 parsecs de distancia, o unos 40000 años luz, en la constelación de Aquila. GRS 1915 +105 es el más pesado de los agujeros negros estelares conocidos hasta ahora en la Vía Láctea, con 10 a 18 veces la masa del Sol. También es un microcuásar, y parece que el agujero negro puede girar a 1.150 veces por segundo.

## Historia

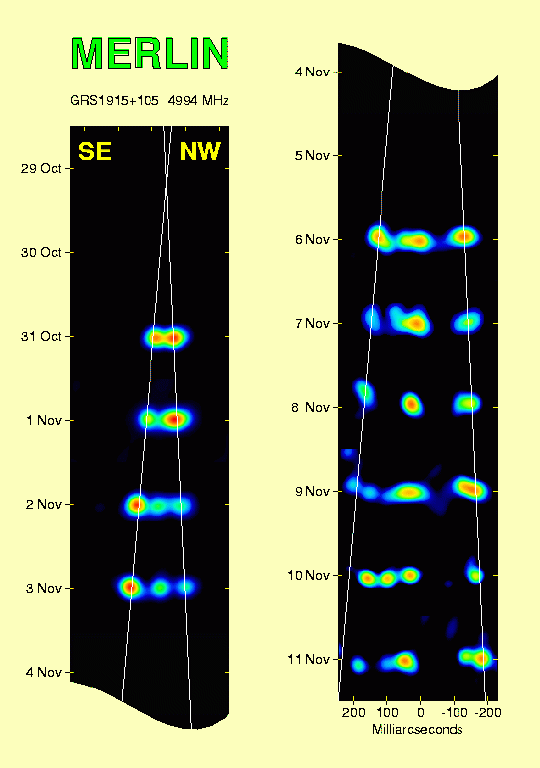
Secuencia de observación de MERLIN del sistema binario GRS 1915+105.

En 1994 el GRS 1915+105 se volvió la primera fuente conocida en nuestra galaxia que expulsa material en forma superlumínica, o sea, a velocidades superiores a las de la luz. 
Las observaciones con telescopios de alta resolución de radio tales como VLA , MERLIN y VLBI muestran un flujo de salida bipolar de partículas cargadas, que emiten radiación de sincrotrón en las frecuencias de radio. Estos estudios han demostrado que el aparente movimiento superlumínico se debe a un efecto relativista conocido como aberración relativista donde la velocidad intrínseca de material expulsado es en realidad un 90% la velocidad de la luz.

## Regulación del crecimiento
Las observaciones del Observatorio de rayos X Chandra durante el período de una década han puesto de manifiesto lo que puede ser un mecanismo de autorregulación de la tasa de crecimiento de GRS 1915 +105. El chorro de materiales que están siendo expulsados en ocasiones se ahogó por un viento caliente que sopla desde el disco de acreción. El viento priva el chorro de los materiales necesarios para sostenerlo. Cuando el viento amaina, el chorro de materiales regresa.